# Plestiodon inexpectatus
Espèce
Synonymes
- Eumeces inexpectatus Taylor, 1932

Statut de conservation UICN

 LC  : Préoccupation mineure
Plestiodon inexpectatus est une espèce de sauriens de la famille des Scincidae.

## Répartition

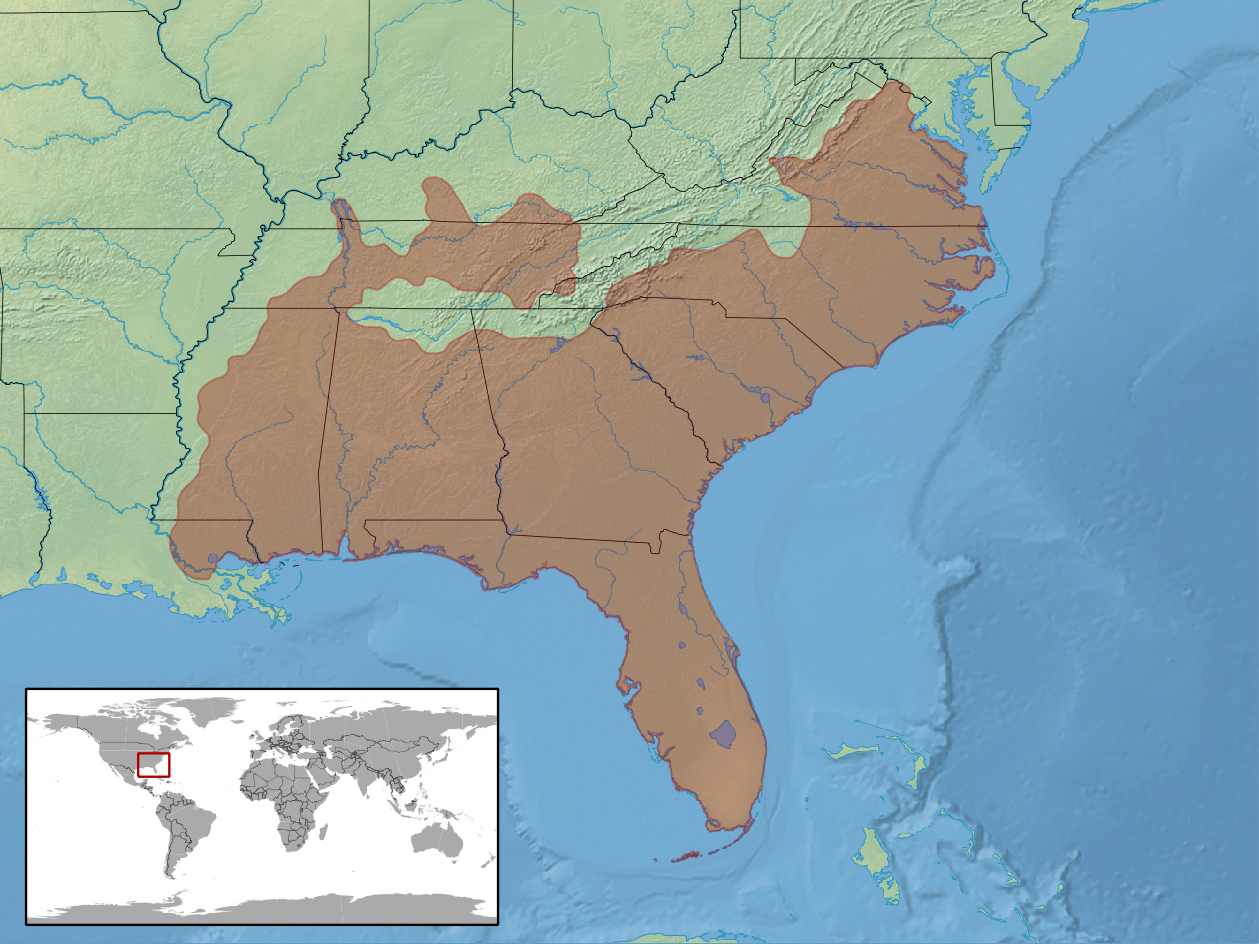
Répartition de l'espèce.

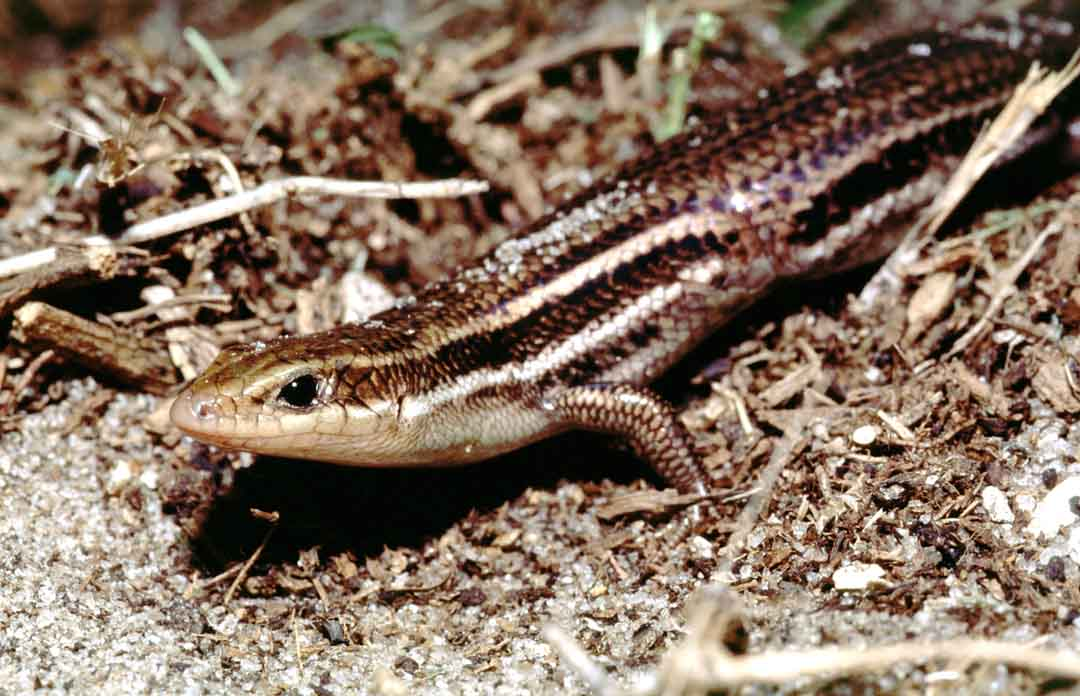

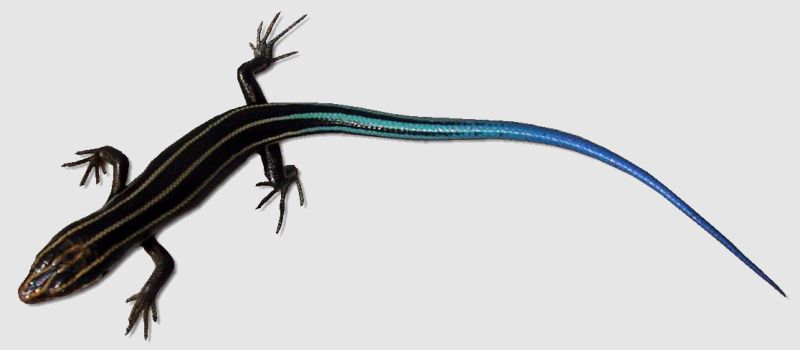

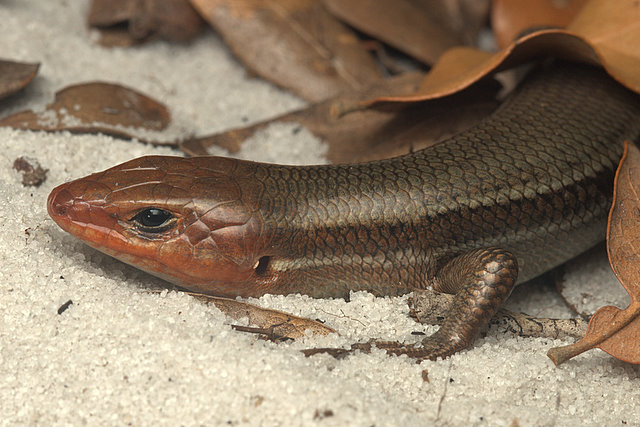

Cette espèce est endémique des États-Unis. Elle se rencontre dans l'est de la Louisiane, dans le Mississippi, dans le Tennessee, dans l'Alabama, en Géorgie, en Floride, en Caroline du Nord, en Caroline du Sud, en Virginie et dans le sud du Maryland.

## Publication originale
- Taylor, 1932 : Eumeces inexpectatus, a new American lizard of the family Scincidae. University of Kansas science bulletin, vol. 20, no 13, p. 251-258 (texte intégral).